# Botko
Botko est un village de la Région du Littoral du Cameroun, situé dans la commune de Ngambe. 

## Population et développement
En 1967, la population de Botko était de 247 habitants, essentiellement des Babimbi du peuple Bassa. La population de Botko était de 222 habitants dont 115 hommes et 107 femmes, lors du recensement de 2005.  